# مونته‌جروسو پیان لاته
مونته‌جروسو پیان لاته (به ایتالیایی: Montegrosso Pian Latte) یک کومونه در ایتالیا است که در استان ایمپریا واقع شده‌است. مونته‌جروسو پیان لاته ۱۰٫۲ کیلومترمربع مساحت و ۱۳۲ نفر جمعیت دارد و ۷۲۱ متر بالاتر از سطح دریا واقع شده.